# Жанс, Ксавье
Ксавье Жанс (фр. Xavier Gens; род. 27 апреля 1975, Дюнкерк) — французский кинорежиссёр, актёр, сценарист и продюсер.

## Биография
Родился 27 апреля 1975 года в коммуне Дюнкерк, Франция. Из-за финансовых трудностей не получил актёрского образования, но изучил театральное искусство на сцене театра и будучи практикантом в постановках фильмов «Двойная команда», «Ронин» и «Ле Боссю» приобрёл навыки режиссуры.
В 2006 году экранизировал фильм «Граница» под продюсерством Люка Бессона. В 2007 году выпустил фильм студии Twentieth Century Fox «Хитмэн» основанного на одноимённой серии игр. В 2010 году прошли съемки немецко-канадско-американского фильма «Разделитель», вышедший в 2012 году.
В 2017 году по мотивам рассказа «Распятие» был создан британский триллер «Заклятье. Наши дни». В том же году, вышел фильм «Атлантида» с Дэвидом Оуксом, Аурой Гарридо и Рэем Стивенсоном в главных ролях.
В 2020 году Жанс срежиссировал три серии британского сериала «Банды Лондона». В июне 2023 выпустил боевик «Чужак».

## Фильмография
- 2000 — BTK — Born to Kast (короткометражка)
- 2005 — Au petit matin (короткометражка)
- 2006 — Граница (Frontiere(s))
- 2007 — Хитмэн (Hitman)
- 2009 — Les incroyables aventures de Fusion Man
- 2011 — Разделитель (The Divide)
- 2017 — Атлантида (Cold Skin)
- 2017 — Заклятье. Наши дни (The Crucifixion)
- 2018 — Будапешт (Budapest)
- 2020 — Банды Лондона (Gangs of London) (телесериал, 3 эпизода)
- 2023 — Чужак (Farang)

## Награды
- 2006 — Приз Международного кинофестиваля детективных фильмов в Коньяке за лучшую короткометражку Au petit matin.